# Paradidyma aldrichi
Paradidyma aldrichi là một loài ruồi trong họ Tachinidae.